# Big Time Rush
Big Time Rush é uma série de televisão criada por Scott Fellows e produzida pela Nickelodeon, em parceria com a Jack Mackie Pictures e a Sony Music Entertainment. A série mostra as aventuras e desventuras de , Kendall Knight (Kendall Schmidt), James Diamond (James Maslow ),  Carlos Garcia (Carlos Pena Jr) , e Logan Mitchell (Logan Henderson), quatro jogadores de hóquei de Minnesota, que são subitamente trazidos para Hollywood pelo produtor de discos Gustavo Glaucus para se tornarem a próxima boy band de sucesso mundial. A série era gravada na Paramount Studios, nos estúdios 27 e 28. 

O primeiro episódio tem uma hora de duração. A estreia oficial ocorreu 18 de janeiro de 2010, alcançando 6.8 milhões de telespectadores, tornando-se a segunda sitcom mais assistida da história da Nickelodeon, perdendo apenas para iCarly. A série foi finalizada em sua quarta temporada, após 74 episódios. O episódio final foi ao ar em 25 de julho de 2013, e foi assistido por 2,4 milhões de espectadores em sua exibição original.    

No Brasil A Série  também  já foi Transmitida Pela Rede Bandeirantes.  Tanto Dentro do Bloco Band Kids. Quanto  Fora Do Band Kids , Como uma Espécie de Tapa Buraco Na Programação da Band.

## Elenco

### Principais
- James Diamond, interpretado por James Maslow
- Logan Mitchell, interpretado por Logan Henderson
- Kendall Knight, interpretado por Kendall Schmidt
- Carlos Garcia, interpretado por Carlos Pena Jr.
- Katie Knight, interpretada por Ciara Bravo
- Gustavo Rocque, interpretado por Stephen Kramer Glickman
- Kelly Wainwright, interpretada por Tanya Chisholm

### Secundários
- Camille Roberts, interpretada por Erin Sanders
- Jo Taylor, interpretada por Katelyn Tarver
- Lucy Stone, interpretada por Malese Jow
- Jennifer Knight, interpretada por Challen Cates
- Jennifer 1, interpretada por Denyse Tontz
- Jennifer 2, interpretada por Kelli Goss
- Jennifer 3, interpretada por Savannah Jayde
- Reginald Bitters, interpretado por David Anthony Higgins
- Arthur Griffin, interpretado por Matt Riedy
- Buda Bob, interpretado por Daran Norris
- Guitar Dude, interpretado por Barnett O'Hara
- Tyler Duncan, interpretada por Tucker Albrizzi
- Jett Stetson, interpretado por David Cade

## Turnês
A primeira turnê da banda ocorreu pelo Estados Unidos em novembro de 2010. A banda estourou no país e assim lançando músicas de sucesso como "Big Night" e "Big Time' alcançou a marca de 500 mil cópias vendidas em 6 meses. Recorde até o momento. A Segunda turnê aconteceu em 2012, que passou pelo Brasil no Festival Z e em shows da banda. Os shows ocorreram no Rio de Janeiro e em São Paulo. Já a terceira turnê foi em agosto de 2013 pelos Estados Unidos. A banda tocou em casas de shows aclamadas como o Madison Square Garden. A última turnê da banda em 2014, foi nomeada World Tour, passando pela América do norte e do sul. 

## Episódios
| Temporada | Temporada | Episódios | Temporada na Televisão | Transmissão original                           | Maior Audiência | Menor Audiência |
| --------- | --------- | --------- | ---------------------- | ---------------------------------------------- | --------------- | --------------- |
|           | 1         | 20        | 2009 - 2010            | 28 de novembro de 2009 - 20 de agosto de 2010  | 7.1             | 2.6             |
|           | 2         | 29        | 2010 - 2012            | 25 de setembro de 2010 - 28 de janeiro de 2012 | 6.2             | 2.4             |
|           | 3         | 12        | 2012                   | 12 de maio de 2012 - 10 de novembro de 2012    | 2.9             | 1.4             |
|           | 4         | 13        | 2013                   | 2 de maio de 2013 - 25 de julho de 2013        | 2.4             | 1.6             |

## Episódios especiais (filmes para TV)
| Filme                | Título em Português      | Lançamento            | Lançamento           | Lançamento           |
| -------------------- | ------------------------ | --------------------- | -------------------- | -------------------- |
| Big Time Audition    | O Grande Teste           | 28 de novembro, 2009  | 15 de abril, 2010    | 13 de agosto, 2010   |
| Big Time Concert     | O Show do Big Time Rush  | 20 de agosto, 2010    | 16 de dezembro, 2010 | 15 de dezembro, 2010 |
| Big Time Christmas   | O Natal do Big Time Rush | 4 de dezembro, 2010   | 22 de dezembro,2011  | 16 de dezembro, 2011 |
| Big Time Beach Party | A Festa de Praia         | 21 de fevereiro, 2011 | 30 de maio, 2011     | 24 de junho, 2011    |

### Especiais de TV
| Especiais                                      | Título em Português                                | Lançamento           | Lançamento             |
| ---------------------------------------------- | -------------------------------------------------- | -------------------- | ---------------------- |
| Seven Secrets with Big Time Rush               | Sete segredos com Big Time Rush                    | 12 de Junho, 2012    | 22 de Setembro, 2012   |
| Big Time Rush: Live from Times Square          | Big Time Rush: Ao vivo em Times Square             | 20 de Agosto, 2010   | 16 de Dezembro, 2010   |
| Big Time Rush: Music Sounds Better With U      | Big Time Rush: Especial Music Sounds Better With U | 12 de Novembro, 2011 | 30 de Março, 2012      |
| Big Time Tour Music Special                    | Big Time Tour Music Special                        | 21 de Abril, 2012    | 22 de Janeiro de 2013  |
| Big Time Rush Concert Special: Party All Night | Big Time Rush Concert Special: Party All Night     | 23 de Julho, 2012    | 18 de Julho, 2013      |
| Big Time Dreams                                | Grupo dos Sonhos                                   | 25 de Julho de 2013  | 20 de Dezembro de 2013 |

### Filmes
| Filme          | Título em Português    | Lançamento        | Lançamento           | Lançamento          |
| -------------- | ---------------------- | ----------------- | -------------------- | ------------------- |
| Big Time Movie | Big Time Rush: O Filme | 10 de Março, 2012 | 20 de Setembro, 2012 | 22 de Abril de 2013 |